# Shannon Rowbury
Shannon Rowbury (San Francisco (California), Estados Unidos, 19 de septiembre de 1984) es una atleta estadounidense, especialista en la prueba de 1500 m, con la que ha llegado a ser medallista de bronce mundial en 2009.

## Carrera deportiva
En el Mundial de Berlín 2009 gana la medalla de bronce en los 1500 m, con un tiempo de 4:04.18, quedando tras la bareiní Maryam Yusuf Jamal y la británica Lisa Dobriskey.